# Miss Mundo 1982
O Miss Mundo 1982 foi a 32ª edição do concurso e aconteceu em 18 de novembro de 1982 no Royal Albert Hall em Londres, Reino Unido. 
68 países participaram da competição, que teve como vencedora  Mariasela Álvarez Lebrón, da República Dominicana.